# Đại sứ quán Việt Nam Cộng hòa tại Nhật Bản
Đại sứ quán Việt Nam Cộng hòa tại Nhật Bản (駐日ベトナム共和国大使館; Embassy of the Republic of Vietnam in Japan), thường gọi là Đại sứ quán Nam Việt Nam tại Nhật Bản, là cơ quan đại diện ngoại giao do Việt Nam Cộng hòa thành lập tại thủ đô Tokyo của Nhật Bản. Cơ quan này đóng cửa vào ngày 7 tháng 5 năm 1975 sau khi Sài Gòn thất thủ ngày 30 tháng 4 năm 1975.

## Lịch sử
Tiền thân là Công sứ quán Quốc gia Việt Nam tại Nhật Bản được thành lập vào tháng 2 năm 1955, rồi về sau nâng cấp thành Đại sứ quán vào ngày 22 tháng 6 cùng năm. Sau khi Việt Nam Cộng hòa thành lập vào ngày 26 tháng 10 năm 1955, cơ quan này mới đổi tên thành Đại sứ quán Việt Nam Cộng hòa tại Nhật Bản, và duy trì hoạt động cho đến khi đóng cửa vào ngày 7 tháng 5 năm 1975.

## Danh sách Đại sứ

### Công sứ Quốc gia Việt Nam tại Nhật Bản (1955)
Tháng 2 năm 1955, chính phủ Quốc gia Việt Nam và chính phủ Nhật Bản thiết lập quan hệ ngoại giao. Cùng năm đó, Quốc gia Việt Nam cử công sứ thường trú đầu tiên. Các cơ quan đại diện ngoại giao của hai nước lần lượt được nâng cấp từ công sứ quán thành đại sứ quán.
| Tên gọi         | Bổ nhiệm | Nhậm chức          | Trình Quốc thư      | Rời chức            | Cấp bậc | Chức vụ                     | Ghi chú | Ghi chú |
| --------------- | -------- | ------------------ | ------------------- | ------------------- | ------- | --------------------------- | --- | ------- |
| Đinh Văn Kiểu   |          | Tháng 2 năm 1955   |                     | 1 tháng 3 năm 1955  |         | Đại biện lâm thời           | Do công sứ Nam Việt Nam tại Nhật chưa đến nhận nhiệm sở, ông tạm thời phụ trách công việc của đại sứ quán. Ông qua đời tại Paris, Pháp vào năm 2006. |         |
| Nguyễn Ngọc Thơ |          | 1 tháng 3 năm 1955 | 24 tháng 3 năm 1955 | 22 tháng 6 năm 1955 | Công sứ | Công sứ đặc mệnh toàn quyền | Công sứ đầu tiên của Nam Việt Nam tại Nhật Bản sau khi hai nước thiết lập quan hệ ngoại giao, sau đó được thăng chức thành đại sứ.                   |         |

### Đại sứ Quốc gia Việt Nam → Việt Nam Cộng hòa tại Nhật Bản (1955–1975)
Vào tháng 3 và tháng 6 năm 1955, hai nước lần lượt nâng cấp các phái viên thường trú lên thành đại sứ.
| Tên gọi          | Bổ nhiệm         | Nhậm chức           | Trình Quốc thư      | Rời chức            | Cấp bậc | Chức vụ                    | Ghi chú | Ghi chú |
| ---------------- | ---------------- | ------------------- | ------------------- | ------------------- | ------- | -------------------------- | --- | ------- |
| Nguyễn Ngọc Thơ  |                  | 22 tháng 6 năm 1955 | 22 tháng 6 năm 1955 | 1956                | Đại sứ  | Đại sứ đặc mệnh toàn quyền | Công sứ được thăng chức Đại sứ, là Đại sứ đầu tiên sau khi Nam Việt Nam thiết lập quan hệ ngoại giao với Nhật Bản.                         |         |
| Bùi Văn Thinh    |                  | 18 tháng 5 năm 1956 | 30 tháng 5 năm 1956 | Tháng 12 năm 1962   | Đại sứ  | Đại sứ đặc mệnh toàn quyền | Mất năm 2000 tại Rueil-Malmaison, Hauts-de-Seine, Pháp.                                                                                    |         |
| Nguyễn Huy Nghĩa |                  | Tháng 3 năm 1963    | 18 tháng 3 năm 1963 | Tháng 11 năm 1963   | Đại sứ  | Đại sứ đặc mệnh toàn quyền | |         |
| Nguyễn Văn Lộc   |                  | 9 tháng 12 năm 1963 |                     | Tháng 9 năm 1965    | Công sứ | Đại biện lâm thời          | Mất năm 2007 tại Villeneuve-la-Garenne, Hauts-de-Seine, Pháp.                                                                              |         |
| Nguyễn Duy Quang |                  | Tháng 9 năm 1965    | 8 tháng 9 năm 1965  | Tháng 6 năm 1967    | Đại sứ  | Đại sứ đặc mệnh toàn quyền | |         |
| Vĩnh Thọ         | Tháng 5 năm 1967 | Tháng 7 năm 1967    | 5 tháng 7 năm 1967  | 1970                | Đại sứ  | Đại sứ đặc mệnh toàn quyền | Mất năm 2009 tại Virginia, Hoa Kỳ |         |
| Đoàn Bá Cang     |                  | 21 tháng 2 năm 1970 |                     | Tháng 5 năm 1972    | Công sứ | Đại biện lâm thời          | Sau khi Sài Gòn thất thủ, ông định cư tại Úc và mất tại Sydney vào năm 2019.                                                               |         |
| Đỗ Vạn Lý        |                  | Tháng 5 năm 1972    | 23 tháng 6 năm 1972 | 19 tháng 5 năm 1974 | Đại sứ  | Đại sứ đặc mệnh toàn quyền | |         |
| Nguyễn Triệu Đan | Tháng 3 năm 1974 | 23 tháng 5 năm 1974 | 16 tháng 7 năm 1974 | 7 tháng 5 năm 1975  | Đại sứ  | Đại sứ đặc mệnh toàn quyền | Đại sứ cuối cùng, sau khi đại sứ quán đóng cửa vào ngày 7 tháng 5, ông cùng gia đình lưu vong sang Melbourne, Úc, và qua đời vào năm 2013. |         |